# كاره للدهن
كاره للدهن (بالإنجليزية: Lipophobicity)‏: هي خاصية كيميائية للمركبات الكيميائية. المركبات الكارهة للدهن هي مركبات غير ذوابة في الدهنيات أو المذيبات غير القطبية الأخرى. وبكلام آخر، هذه المواد لا تمتص أو تمتز المواد الدسمة.
وتشير تسمية كاره للزيت (بالإنجليزية: Oleophobic)‏ إلى الخاصية الفيزيائية للجزيء الذي يكره أو ينفر من الزيت.
الماء هو أكثر المواد الشائعة الكارهة للدهن والكارهة للزيت.
و فلوريدات الكربون (Fluorocarbons) هي أيضا كارهة للماء وكارهة للزيت.

## الاستخدام
يستخدم الطلاء الكاره للدهن على شاشة هواتف آي فون 3 جي إس و4 لتسهيل إزالة زيوت بصمات الأصابع.

## اقرأ أيضا
- محب للدهن.